# Моховое (Черниговская область)
Моховое (укр. Мохове) — село в Коропском районе Черниговской области Украины. Население — 17 человек.
Код КОАТУУ: 7422289502. Почтовый индекс: 16242. Телефонный код: +380 4656.

## Власть
Орган местного самоуправления — Шабалиновский сельский совет. Почтовый адрес: 16242, Черниговская обл., Коропский р-н, с. Шабалинов, ул. Ленина, 160.